# ایکاروس ۱۵۶۶
سیارک ۱۵۶۶ (به انگلیسی: 1566 Icarus، نامگذاری:1949MA) هزار و پانصد و شصت و ششمین سیارک کشف شده‌است که در ۲۷ ژوئن ۱۹۴۹ کشف شد.
قدر مطلق سیارک برابر ۱۶٫۹۰ است.